# Уайт, Уильям Артур
Уильям Артур Уайт (13 февраля 1824, Пулавы, Царство Польское, Российская империя — 28 декабря 1891, Берлин, Германская империя) — британский дипломат, посол Великобритании в Османской империи в 1885-1891 годах, сыгравший важную роль в международном признании объединения Болгарии. Был первым британским дипломатом-католиком со времён Реформации.
Его отец происходил из ирландской римско-католической семьи; семья матери владела обширными имениями в российском Царстве Польском, хотя и не была поляками по национальности. Образование получил в колледже короля Уильяма на острове Мэн и в Тринити-колледже в Кембридже, где занимался серьёзным изучением славянских языков. В 1843-1857 годах жил в российской части Польши как частное лицо, однако в 1857 году поступил на службу в британское консульство в Варшаве и, по стечению обстоятельств, с 1863 года, после начала Польского восстания, был вынужден исполнять обязанности генерального консула. Его дипломатическая работа во время восстания получила положительную оценку со стороны британского Министерства иностранных дел, и в 1864 году он был назначен генеральным консулом Великобритании в Данциге; в 1867 году женился на дочери данцигского купца, в браке имел трёх дочерей. В 1875 году получил назначение генеральным консулом в Белград, а в 1879 году стал британским агентом в Бухаресте.
В 1884 году лорд Гленвилль предложил ему место консула в Рио-де-Жанейро или Буэнос-Айресе, а в 1885 году лорд Сэлисбери, служивший тогда в Министерстве иностранных дел, и друг Уайта Роберт Морир убеждали его отправиться служить в Пекин; однако Уайт, к тому времени занимавший пост временного посла в Константинополе, предпочёл остаться в столице Османской империи. Принимал активное участие в разрешении так называемого Болгарского кризиса, возникшего после ввода в сентябре 1885 года болгарских войск в Восточную Румелию; в октябре того же года выступал посредником при заключении мирного договора между Болгарией и Турцией, по итогам которого османское правительство передало южную часть Болгарии под власть Александра Баттенберга. В 1886 году был переведён в ранг полномочного посла, а в марте 1886 года способствовал принятию Топханенского акта, в котором великие державы того времени признавали присоединение южных территорий к Болгарии. В 1888 году был награждён орденом Бани и получил место в Тайном совете; служил послом в Константинополе до конца жизни. Скончался во время поездки в Берлин, внезапно заболев гриппом.
В 11-м издании энциклопедии «Британника» Уайт охарактеризован как большой знаток Восточной Европы и человек, отличавшийся жёстким характером и верностью своим словам, стремившийся «ослабить российское влияние на Балканах».